# Abu Bakr
Abu Bakr ili Ebu Bekr (oko 573. – 23. kolovoza 634.) bio je prvi kalif, Muhamedov tast i jedan od Muhamedovih pratitelja. Suniti ga smatraju zakonitim kalifom i prvim od četiri pravedna kalifa. Šijiti vjeruju, da je prekršio izravne Muhamedove zapovijedi i da je organizirao državni udar. Njegova kći Ajša udala se za Muhameda. 
Prorok Muhamed ga je prozvao Es-Siddik, što znači iskreni. Moderna povijest ga pamti uglavnom po tome što je bio prvi kalif. Jedan je od desetorice poslanikovih ashaba kojima je još za života obećan Džennet (raj).

## 573. – 610.
Rođen je u Meki. Bio je trgovac i bio je poštovan kao sudac i tumač snova. Bio je dobro upoznat s tradicijama Meke, tako da se za njega nije očekivalo da među prvima prihvati tada novu religiju islama. 
Rođen je u uglednoj obitelji Banu Taim iz plemena Kurejš. Otac mu je bio Abdullah, nadimka Ebu-Kuhafe, a majka Selma, kći Ebu-Kuhafinog strica. Rođen je 50 godina i 6 mjeseci prije početka računanja vremena po hidžri. Bio je željan znanja, pa je tako stekao visok stupanj obrazovanja.  U svome narodu je bio poznat kao najbolji poznavatelj podrijetla i rodoslova Kurejšija. A bio je, također, odličan poznavatelj povijesti i podrijetla i ostalih Arapa. Zvali su ga za rješavanje zahtjeva o krvarini zbog ubojstva, a njegova riječ je bila odlučujuća i konačna. 
Trgovao je odjećom i platnom. Zahvaljujući svojim vrlinama, vrlo brzo je napredovao u svome poslu. Stekao je dva stada deva i ovaca, što je prema ondašnjim mjerilima bilo pravo bogatstvo. Stanovao je u području u kojem su stanovali bogataši i trgovci, nedaleko od mjesta gdje je stanovao Muhammed ibn Abdullah. Njih dvojica su se vrlo brzo upoznali jer bjehu približno istih godina, a i dijelili su mišljenja o moralu, ophođenju i vladanju. 

## 610. – 632.
Muslimanski učenjaci se slažu da je Hatidža bila prva žena koja je prihvatila islam. Alija ibn Abu Talib bio je prvi muški preobraćenik, a Abu Bakr prvi odrasli muški preobraćenik ili treća osoba, koja je prihvatila islam.
Sudjelovao je u bitkama koje je vodio Muhamed. Bile su to bitka kod Badra 624., bitka kod Uhuda 625. i bitka kod Hunajna 630. Za vrijeme Muhamedove posljednje bolesti 632. Abu Bakr je predvodio molitvu.

## 632. – 634.
Poslije Muhamedove smrti 8. lipnja 632. Abu Bakr je proglašen novim vođom, tj. kalifom. Ono što se dogodilo na sastanku na kome je proglašen vođom je predmet sporova. To je izvor prve shizme između sunita i šijit. Šijiti vjeruju, da je Muhamed odredio Aliju (Ali ibn Abi Talib).
Nakon smrti Muhameda među ensarijama i Muhadžirima došlo je do nesuglasica tko će upravljati hilafetom. Nakon čuvenog govora Abu Bakra, odlučeno je da on postane prvi kalif. Dio čuvenog govora kaže:
Odmah se uhvatio u koštac s arapskim plemenima, koja su se nakon Muhamedove smrti odmetnuli od islama. Poslao je vojsku i suzbio pobunu, te postigao jedinstvo islama na Arapskom poluotoku. Vodio je i brojne vojne pohode i tako širio islamsku državu. 

## 632. – 633. Ratovi Rida
Nevolje su započele nakon dolaska na vlast Abu Bakra. Jedinstvo i stabilnost nove države bili su ozbiljno ugroženi. Različita arapska plemena u Hedžazu i Nedždu pobunila su se protiv kalifa. Neki su samo odbili plaćati porez (zekat). Drugi su se vratili na staru religiju i islam proglasili idolopoklonstvom. Plemena su tvrdila da su se oni poklonili Muhamedu i da s Muhamedovom smrću prestaje njihova privrženost. 
Abu Bakr je inzistirao da se oni nisu poklonili samo muslimanskom vođi, nego i cijeloj muslimanskoj zajednici. Abu Bakr je proglasio rat nevjernicima, koji su se vratili na stara vjerovanja. To je bio početak rata s otpadnicima od vjere). Najžešći sukob je bio s al Hanefijem koji je tvrdio da je on prorok i Muhamedov nasljednik. Muslimanski general Kalid bin Valid pobijedio je al Hanefija u bitci kod Akrabe.
Nakon pokoravanja otpadnika i smirivanja unutarnje pobune, Abu Bakr je svoje vojskovođe usmjerio protiv Bizanta i Sasanidskog Carstva. Kalid bin Valid je osvojio Irak u jednom pohodu, a uspješnu ekspediciju su izveli i u Siriji. 
Pojedine priče kažu da je Abu Bakr bio ključan za očuvanje Kurana u pisanom obliku. Nakon pobjede kod Akrabe nad al Hanefijem Omer bin al Katab (kasniji kalif Omer) uočio je, da su poginuli mnogi muslimani koji su Kuran naučili napamet (hafizi) s usana proroka Muhameda. Abu Bakr je zamolio Omera da nadgleda sakupljanje stihova Kurana. Drugi povjesničari tvrde da je Osman bin Afan najzaslužniji za sakupljanje i očuvanje Kurana. Šijiti odbijaju ideju da je Abu Bakr zaslužan za očuvanje Kurana.

## Smrt
Abu Bakr je umro 634. u Medini. Kratko pred smrt urgirao je muslimanskoj zajednici, da prihvate Omera bin al Kataba kao njegovoga nasljednika. To je učinjeno bez ikakvoga incidenta. Šijiti vjeruju, da je vodstvo trebalo pripasti Aliji bez ikakvoga savjetovanja. Abu Bakr pokopan je u Poslanikovoj džamiji u Medini, gdje i danas leži kraj Muhameda i Omara.